# Günter Friedländer (Rabbiner)
Günter Friedländer (geboren 22. Februar 1914 in Halle an der Saale; gestorben 14. Januar 1994 in Miami Beach) war ein deutscher Rabbiner und jüdischer Verbandsfunktionär in Südamerika. Seine deutsche Staatsbürgerschaft hatte er 1939 aus rassistischen Gründen durch Ausbürgerung verloren, er erhielt sie 1955 erneut.

## Leben
Günter Friedländer war ein Sohn des Kaufmanns Julius Friedländer und der Else Brück, er hatte einen jüngeren Bruder. Er engagierte sich im Bund deutsch-jüdischer Jugend (BDJJ) der organisierten jüdischen Jugend und studierte von 1932 bis 1934 in Berlin an der Hochschule für Politik und ab 1933 an der Lehranstalt für die Wissenschaft des Judentums. Ab 1937 war er als Hilfsprediger in der Jüdischen Gemeinde Berlin tätig. 1938 machte er das Rabbinerexamen. Friedländer heiratete Marianna Glaser, sie hatten zwei Kinder.
Im Jahr 1939 emigrierten sie über Frankreich und Bolivien nach Argentinien, wo er in Buenos Aires als Rabbiner tätig wurde. Mit dem Emigranten Hardi Swarsensky schuf er die zionistische Jüdische Wochenschau, die Swarsensky bis 1968 halten konnte. Weitere gemeinsame Publikationen in Argentinien waren von 1942 bis 1945 die Zeitschrift Porvenir – Zeitschrift für alle Fragen jüdischen Lebens und 1945 die Anthologie Buch des Lebens. Dafür gründeten sie den Verlag Editorial Estrellas.
Im Jahr 1954 übernahm Friedländer als Rabbiner und Schuldirektor die Leitung der jüdischen Schule in La Paz in Bolivien. 1962 erhielt er eine Professur an der Theologischen Universität von Valparaíso, und er war in  Valparaíso (Chile) auch als Rabbiner tätig. Von 1971 bis 1979 war Friedländer noch Rabbiner in Bogota (Kolumbien), als Rentner zog er dann in die USA nach Miami Beach.
Friedländer leitete ab 1963 die Erwachsenenbildungsaktivitäten von B’nai B’rith in Mittel- und Südamerika. Ab 1960 war er nebenher Auslandskorrespondent für die deutsche Tageszeitung Die Welt, ab 1971 für den Springer-Auslandsdienst (SAD), und er berichtete auch für den NDR. Er wurde in der Bundesrepublik 1974 mit dem Bundesverdienstkreuz 1. Klasse geehrt, in Bolivien erhielt er das Großkreuz Cóndor de los Andes und das Kommandeurskreuz Merito del Maestro.

## Schriften (Auswahl)

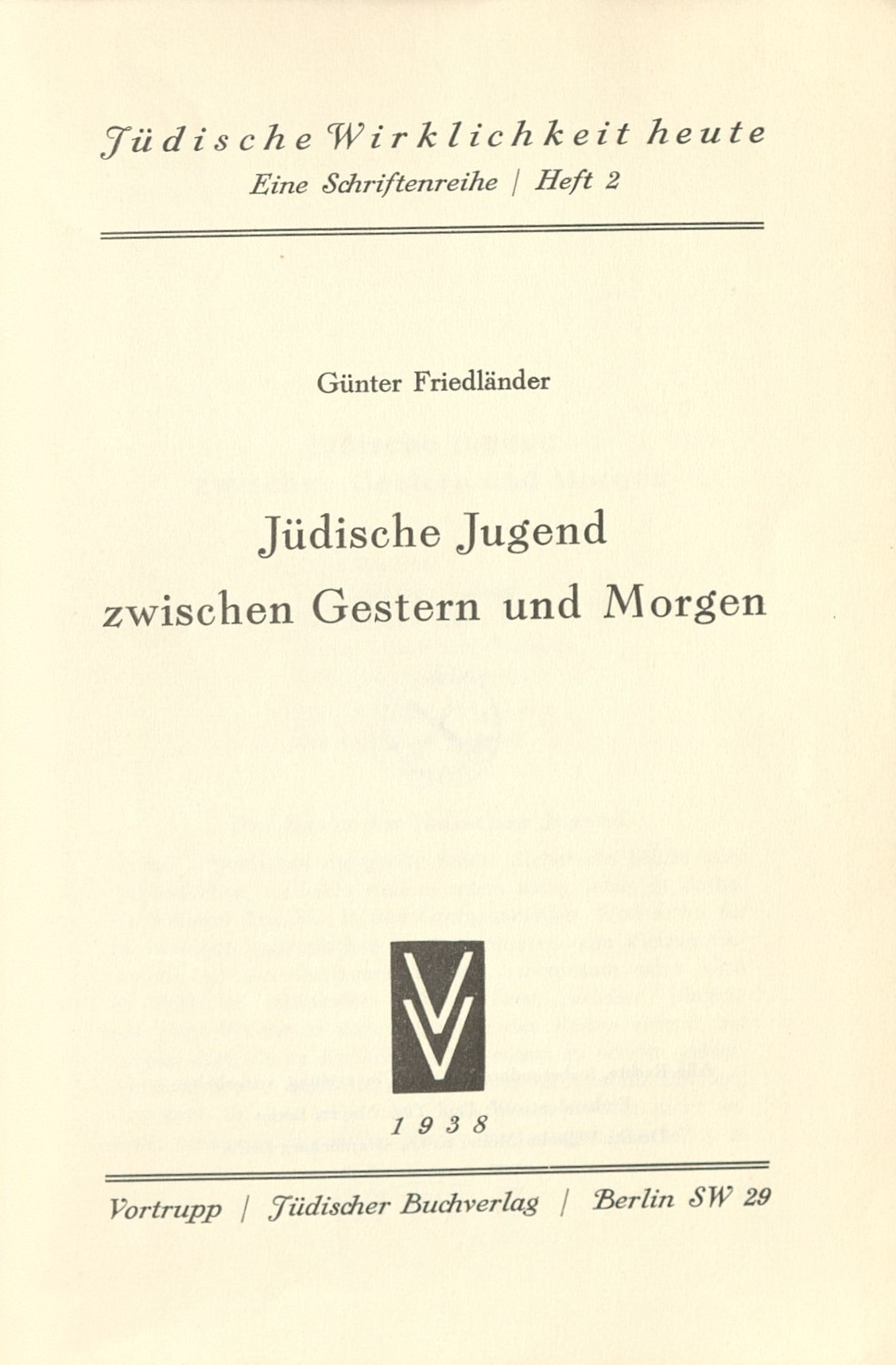
Schrift im Vortrupp-Verlag (1938)

- Jüdische Jugend zwischen gestern und morgen. Berlin: Vortrupp, 1938
- Hardy Swarsensky, Günter Friedländer (Hrsg.): Das Buch des Lebens : eine Anthologie. Vorwort Günter Friedländer. Buenos Aires : Editorial Estrellas, 1945
- Die Bibel des Abraham Usque, spanisch. 4 Bände. 1945/46
- Pesaj. La fiesta de la liberación. Cuadernos B'Nai B'Rith nº 5 1967